# Riwina
Riwina is een historisch merk van motorfietsen.
De bedrijfsnaam was: Riwina Motorradbau, Gebr. Ridder, Bielefeld.
In het begin van de jaren twintig begonnen honderden Duitse bedrijven zich bezig te houden met de bouw van lichte motorfietsen. Meestal gebruikten ze om ontwikkelingskosten uit te sparen inbouwmotoren van een grote fabrikant. In het geval van Riwina kwamen deze motoren van DKW. De concurrentie van deze kleine bedrijfjes onder elkaar, waarvan er in elke grote stad een aantal waren, was enorm. Ze kwamen niet buiten de eigen regio terecht en konden geen dealernetwerk opbouwen. Riwina begon haar productie in 1924, maar sloot samen met meer dan 150 andere merken in 1925 de poort weer.
Voor de gebroekders Ridder was dat geen ramp: zoals voorheen gingen zij weer handelen in fruit, zuidvruchten en confituren.